# Syphon Filter 2
Pour les articles homonymes, voir Syphon Filter (homonymie).
Syphon Filter 2 est jeu vidéo de tir en vue objective et d'infiltration développé par 989 Studios et édité par Sony Computer Entertainment en 2000 sur PlayStation.
C'est le deuxième épisode de la série Syphon Filter. L'histoire reprend immédiatement là où elle s'était arrêtée dans le premier épisode.

## Système de jeu
Syphon Filter 2 a ajouté un mode multijoueur qui propose un certain nombre de personnages (y compris des personnages décédés de Syphon Filter), ainsi que de nouvelles cartes que l'on ne trouve pas dans le mode solo.

## Scénario
Quelques heures après les événements du premier jeu, Gabriel Logan et Lian Xing sont devenus des ennemis de l'État pour l'Agence après avoir découvert son lien avec Syphon Filter, qualifié de terroriste pour le grand public. L'agent de l'Agence Dillon Morgan capture Lian dans les entrepôts de PharCom, obligeant Gabe et les soldats de la CBDC à rejoindre l'ex-agent de l'Agence Teresa Lipan, en Arizona. Simultanément, l'Agence fait décoller un escadron de F-22 Raptors pour intercepter leur transport au-dessus des Rocheuses du Colorado. Gabe et le lieutenant Jason Chance du CBDC descendent donc la montagne à la recherche de leur avion et d'une boîte de disques de données PharCom. Steven Archer, agent de l'Agence, tente de les arrêter à tout prix.
Un groupe de conspirateurs, dont Mara Aramov et le directeur de l'Agence Lyle Stevens, passent un accord pour livrer le virus à un général chinois véreux nommé Shi-Hao. Pendant ce temps, Lian se rétablit dans une base de l'armée de l'air américaine où Morgan, Derek Falkan et Thomas Holman travaillent avec le Dr Elsa Weissinger de PharCom pour extraire le plasma infecté des sujets d'expérience. Lian apprend que l'autre sujet était le PDG de PharCom, Jonathan Phagan, qui a survécu à sa blessure par balle suffisamment longtemps pour que l'Agence prenne le plasma. Weissinger proteste en disant que Phagan est utile et qu'il devrait être maintenu en vie pour d'autres recherches, mais Morgan, n'ayant pas l'intention que le gouvernement américain trouve le PDG de Pharcom infecté par un virus inconnu, désactive son respirateur artificiel, réglant ainsi un problème qui n'est pas résolu.
Lian s'échappe du bâtiment médical et interroge Holman pour apprendre que Morgan prépare une autre opération au PharCom Expo Center pour trouver un disque de cryptage. Elle quitte la base en hélicoptère après avoir tué Falkan et fait équipe avec Gabe pour combattre les forces d'Archer. Gabe abat Archer pendant sa fuite et récupère les données de PharCom.
Les protagonistes suivent les traces de Holman jusqu'à l'Expo Center et tuent Morgan avant qu'il ne puisse récupérer le disque qu'il cherchait. Après avoir décrypté les données de PharCom, Teresa se rend compte qu'il manque des informations. L'autre moitié doit se trouver chez Uri Gregorov, le directeur russe du SVR, qui est apparu dans les entrepôts avant le départ de Gabe. Comme Lian et Uri se connaissent, ils conviennent de se rencontrer à Moscou, en Russie.
Aramov provoque une fusillade pendant leur rencontre et Lian poursuit Gregorov. Lian apprend plus tard qu'il s'agit d'un imposteur travaillant pour Mara et essayant de trouver l'autre moitié des données. L'homme admet que le vrai Gregorov se trouve dans un goulag russe, la prison d'Aljir, où Lian était autrefois captif. Gregorov a découvert un complot visant à vendre le virus à Shi-Hao, et Aramov est intervenu. Lian empêche l'exécution de Gregorov, mais elle est presque tuée par le virus et s'effondre. Gabe la ramène aux États-Unis, tandis que Gregorov promet de s'occuper de Shi-Hao.
Gabe et Teresa atteignent l'hélicoptère et trouvent Chance qui les attend dans un gilet pare-balles impénétrable fourni par l'Agence. Il travaillait vraiment pour eux, et il tire sur Teresa. Gabe s'en doutait puisque l'Agence savait toujours où il se trouvait dans le Colorado. Les deux hommes se battent, et Gabe tue l'homme en qui il avait confiance avec un fusil d'assaut qui pousse Chance dans les pales de l'hélicoptère, le décapitant.
Un reportage révèle que l'existence de l'Agence est désormais publique, et le secrétaire d'État américain Vincent Hadden promet que le gouvernement va enquêter. Gabe soigne Lian et délimite une tombe pour Teresa. Lui, Lian et Lawrence organisent un petit mémorial et promettent de continuer à se battre, tandis que des soldats les observent à distance. Dans une scène post-crédits, Hadden et Aramov émergent d'un hélicoptère, Aramov déclarant que l'administration va bientôt tomber, permettant à Hadden de devenir président. Bien qu'une équipe de soldats demande la permission de tuer Gabe et son équipe, Hadden annule l'opération, disant à Mara qu'il a d'autres plans pour Gabe. Aramov rit alors que l'écran devient noir.

## Développement
John Garvin a déclaré que, contrairement au développement du premier jeu, lui et le cocréateur Richard Ham avaient une vision complète de ce que serait le jeu avant le processus de développement : « Je crois que j'ai passé un week-end à écrire tout le scénario. Rich et moi nous sommes réunis et il nous a aidés à réviser la seconde moitié du jeu, en introduisant tous les éléments moscovites, en rendant la fin de l'histoire plus proche de l'espionnage et plus excitante. Lorsque l'équipe de développement est revenue, nous avons passé l'année suivante à construire exactement ce que nous avions écrit. C'était la première fois que nous avions une vision d'ensemble, que nous avons suivie jusqu'à la fin. » Garvin a exprimé sa fierté d'avoir inclus une diversité de personnages, tels que l'Américano-indienne Teresa Lipan, l'Afro-américain Lawrence Mujari et le Chinois Lian Xing.
Syphon Filter 2 a été ajouté à la collection premium du PlayStation Plus en 2022, avec la prise en charge des trophées. C'est également le premier jeu PlayStation Plus Premium à proposer les modes 50Hz et 60Hz.

## Accueil
Syphon Filter 2 a été généralement positivement accueilli. Le jeu a reçu une note moyenne de 81,47 % sur GameRankings, sur la base de 29 critiques.
De nombreux critiques,,, ont déclaré que le jeu différait peu de l'original en termes de jouabilité et de graphisme. Game Revolution a attribué au jeu une note de 4 sur 5, notant que les fans du premier opus se tourneraient vers ce titre. Doug Perry d'IGN a attribué au jeu une note de 8,9 sur 10, louant le mode deux joueurs et le comparant favorablement à des fonctionnalités similaires dans Medal of Honor.
Jeff Gerstmann de GameSpot a donné une note moins positive de 6,6 sur 10, critiquant la conception des niveaux et l'histoire du jeu, jugée alambiquée. Alors que la plupart des critiques ont fait l'éloge du jeu, les acteurs vocaux ont été critiqués. Gerstmann a déclaré que certaines répliques et inflexions vocales de Gabe ne correspondaient pas à certaines parties du jeu. Perry a qualifié le doublage de « vraiment horrible », tandis que Patrick Klepek de Gaming Age a qualifié le doublage de « médiocre ». Jeff Lundrigan a évalué la version PlayStation du jeu pour Next Generation, lui attribuant quatre étoiles sur cinq, et faisant l'éloge des graphismes, de l'histoire et de la jouabilité.
En 2007, Syphon Filter 2 s'était vendu à 1,32 million d'exemplaires, obtenant le statut de jeu platinum.